# Rubenow-Medaille
Die Rubenow-Medaille ist die höchste von der Universitäts- und Hansestadt Greifswald vergebene Auszeichnung. Sie ist nach dem früheren Bürgermeister und Gründer der Universität Greifswald, Heinrich Rubenow (15. Jahrhundert), benannt.

## Preisträger
- 2004: Walter Baumgartner, Skandinavist
- 2005: Ralf Dörnen, Choreograph am Theater Vorpommern
- 2006: Michael Succow, Biologe
- 2007: Jürgen Hahn, Vorstandsvorsitzender der Sparkasse Vorpommern
- 2008: Jochen A. Modeß, Kirchenmusiker, künstlerischer Leiter der Greifswalder Bachwoche
- 2009: kein Preisträger
- 2010: Thomas C. Mettenleiter, Präsident des Friedrich-Loeffler-Instituts[1]
- 2011: Wolfgang Gerbitz, Geschäftsführer des BerufsBildungsWerkes Greifswald
- 2012: Helmut Börsch-Supan, Kunsthistoriker
- 2013: Joachim von der Wense, Oberbürgermeister von Greifswald von 1993 bis 2001[2]
- 2014: Max-Planck-Institut für Plasmaphysik[3]
- 2015: Seeside, Band des Pommerschen Diakonievereins[4]
- 2016: Karl-Heinz Spieß, Historiker[5]
- 2017: Dagmar und Norbert Braun, Unternehmer[6]
- 2018: Hannelore Kohl, Richterin[7]
- 2019: Altstadtinitiative Greifswald, Verein für die Erhaltung der Greifswalder Altstadt[8][9]
- 2021: Johanna-Odebrecht-Stiftung, kirchliche Stiftung in Greifswald[10]
- 2022: Universitätsmedizin Greifswald[11]
- 2023: Sportbund Hansestadt Greifswald[12]
- 2024: Dagmar Lißke und Birte Frenssen, Kunstwissenschaftlerinnen[13]
- 2025: Heyo Kroemer, Pharmazeut und Pharmakologe[14]